# 白川村立平瀬小学校尾神分校
白川村立平瀬小学校尾神分校（しらかわそんりつ　ひらせしょうがっこう　おがみぶんこう）は、かつて岐阜県大野郡白川村に存在した公立小学校の分校。

## 概要
- 白川村立平瀬小中学校（当時）[注釈 4]の分校であり、白川村南部（尾神・福島・秋町[注釈 5]）の児童・生徒が通学した。校区が御母衣ダムのダム湖（御母衣湖）に沈むことにより、全住民が集団移転したため、1954年廃校。
- 校舎は移築され、椿原診療所として使用されたが、椿原診療所閉鎖に伴い解体された。

## 沿革
尾神分校が白川尋常小学校尾神分教場として認可されたのは1927年。ここではそれ以前についても記述する。
- 1875年（明治8年） - 白川村平瀬に平瀬学校が開校。尾神・福島の児童は平瀬学校に通学する。
- 1892年（明治25年） - 白川村内の学校が統合され、白川尋常小学校となる。児童は白川尋常小学校中切分教場への通学となる。
- 1901年（明治34年） - 尾神・秋町地区の一部の児童を荘川村の中野尋常小学校へ委託する。
- 1921年（大正10年）3月 - 白川村尾神に、尾神・福島・秋町を校区とする分教場の設置が決まるり、建設地が決まる。しかし、校舎の新築費用の問題が発生する。
- 1923年（大正12年）
  - 11月10日 - 民家の小屋を移築し、校舎が落成する。
  - 11月20日 - 授業を開始。この時点では未認可であり、一部の児童は引き続き中野尋常小学校に委託される。
- 1925年（大正14年）5月 - 校舎を増築する。
- 1927年（昭和2年）10月10日 - 平瀬尋常高等小学校尾神分教場として正式に認可され、中野尋常小学校への委託は解消される。
- 1941年（昭和16年）4月1日 - 平瀬国民学校尾神分教場となる。
- 1947年（昭和22年）4月1日 - 平瀬小中学校尾神分校となる。
- 1952年（昭和27年）11月22日 - 校舎を新築する。
- 1954年（昭和29年）
  - 4月 - 御母衣ダムによる集団離村により、児童数は5名まで減少する。
  - 5月13日 - 全住民が移転し、事実上休校となる。
  - 5月31日 - 廃校。